# Sulniac
Sulniac es una comuna francesa situada en el departamento de Morbihan, en la región de Bretaña.

## Demografía
| 1093 | 1144 | 1404 | 1640 | 2019 | 2209 | 3929 |
| Para los censos de 1962 a 1999 la población legal corresponde a la población sin duplicidades (Fuente: INSEE [Consultar]) |      |      |      |      |      |      |